# Rodrigo Pintado
Rodrigo Ezequiel Pintado González (15 settembre 2004) è un calciatore uruguaiano, centrocampista del River Plate (M).

## Carriera
Pintado è cresciuto nel settore giovanile del River Plate (M), con cui ha debuttato in prima squadra il 13 maggio 2023 nell'incontro di Primera División vinto 2-0 contro il Liverpool (M). Il 27 febbraio 2024 è stato ceduto in prestito all'Uruguay Montevideo.

## Statistiche

### Presenze e reti nei club
Statistiche aggiornate al 25 maggio 2024.
| Stagione        | Squadra            | Campionato      | Campionato | Campionato | Coppe nazionali | Coppe nazionali | Coppe nazionali | Coppe continentali | Coppe continentali | Coppe continentali | Altre coppe | Altre coppe | Altre coppe | Totale | Totale | Totale |
| Stagione        | Squadra            | Comp            | Pres       | Reti       | Comp            | Pres            | Reti            | Comp               | Pres               | Reti               | Comp        | Pres        | Reti        | Pres   | Reti   |        |
| --------------- | ------------------ | --------------- | ---------- | ---------- | --------------- | --------------- | --------------- | ------------------ | ------------------ | ------------------ | ----------- | ----------- | ----------- | ------ | ------ | ------ |
| 2023            | River Plate (M)    | PD              | 14         | 0          | CU              | 1               | 0               |                    | -                  | -                  |             | -           | -           | 15     | 0      |        |
| 2024            | Uruguay Montevideo | SD              | 4          | 0          | CU              | 0               | 0               |                    | -                  | -                  |             | -           | -           | 4      | 0      |        |
| Totale carriera | Totale carriera    | Totale carriera | 18         | 0          |                 | 1               | 0               |                    | -                  | -                  |             | -           | -           | 19     | 0      |        |